# Білл Мар (веслувальник)
Білл Мар (англ. Bill Maher, 25 червня 1946) — американський академічний веслувальник.
Бронзовий призер Олімпійських Ігор 1968 року в складі парної двійки.